# Van Detta
Van Detta was de achternaam van een oude, volbloed tovenaarsfamilie en een van de Heilige Achtentwintig, uit de boekenreeks Harry Potter. Ze zijn verwant aan de families Zwarts, Malfidus, Tops, Lupos en Roselier. Bellatrix Zwarts trouwde in de familie omdat van haar werd verwacht dat ze een respectabel volbloed huwelijk zou aangaan.
De van Detta's zijn een zeer oude en rijke familie met een kluis vol schatten bij Goudgrijp. Net als de Zwarts familie beoefenen veel van Detta's de Zwarte Kunsten, geloven ze in de superioriteit van volbloed en minachten ze Dreuzels, Dreuzelgeborenen, bloedverraders en in sommige gevallen ook halfbloeden. Net als de Mergels zijn ze bereid om met neven en nichten te trouwen om hun zuiverheid te behouden.

## Familiegeschiedenis
De van Detta familie, die in het Volbloed Register wordt genoemd als een van de "Heilige Achtentwintig" volbloed families, dateert al vele eeuwen terug in de Britse tovenaarsgemeenschap.
De familie heeft in de jaren 1800 een Minister van Toverkunst voortgebracht: Radolphus van Detta nam een conservatieve positie in en probeerde het Departement van Mystificatie te sluiten, maar werd genegeerd door de Verbloemisten en de rest van het Ministerie. Hij trad na zes jaar af vanwege een slechte gezondheid, waarvan het gerucht ging dat dit werd door zijn onbekwaamheid om met de stress van zijn baan om te gaan.
Tijdens de Eerste en Tweede Tovenaarsoorlog steunden de van Detta's Heer Voldemort en waren enkele leden van de familie Dooddoeners. Voldemort noemde Bellatrix, Rodolphus en Rabastan van Detta zijn meest loyale volgelingen, aangezien zij de enige Dooddoeners waren die hem probeerde te vinden na zijn nederlaag in 1981 en veertien jaar in Azkaban verbleven vanwege hun loyaliteit. Bellatrix in het bijzonder beschreef zichzelf als "de trouwste dienaar van de Heer van het Duister".

## Familieleden
| Tovenaar(s)         | Notities |
| ------------------- | --- |
| Radolphus van Detta | Minister van Toverkunst van 1835 tot 1841.                                                                            |
| F. van Detta        | Een familielid dat leefde in het midden van de 19e eeuw.                                                              |
| R. van Detta        | Een familielid dat leefde in de late helft van de 19e eeuw.                                                           |
| van Detta           | Een klasgenoot van Marten Vilijn en een van de eerste Dooddoeners; waarschijnlijk de vader van Rodolphus en Rabastan. |
| Rabastan van Detta  | Een Dooddoener; broer van Rodolphus en de schoonbroer van Bellatrix.                                                  |
| Rodolphus van Detta | Een Dooddoener; broer van Rabastan en de echtgenoot van Bellatrix.                                                    |
| Bellatrix van Detta | Een fanatieke en loyale Dooddoener, gedood door Molly Wemel tijdens de Slag om Zweinstein; vrouw van Rodolphus.       |

## Etymologie
- Van Detta is hoogstwaarschijnlijk afgeleidt van vendetta, een ander woord voor bloedwraak.
- De naam 'Lestrange' weerspiegelt de Franse uitdrukking l'étrange, wat letterlijk "de vreemde" betekent, verwijzend naar Bellatrix's geestelijk gesteldheid. In het Oud-Frans betekent estrange ook wel "buitenlander". De achternaam kan mogelijk verwijzen naar de Engelse journalist Roger L'Estrange, die bekend stond om zijn verzet tegen religieuze tolerantie en omdat hij betrokken was bij complotten tegen de regering van William en Mary. Dit is vergelijkbaar met de intolerantie van de van Detta's met betrekking tot bloedzuiverheid en hun betrokkenheid bij de Dooddoeners.